# Haplinis diloris
Haplinis diloris là một loài nhện trong họ Linyphiidae.
Loài này thuộc chi Haplinis. Haplinis diloris được Arthur T. Urquhart. miêu tả năm 1886.